# Pontal
Pontal é um município brasileiro do estado de São Paulo, parte da Região Metropolitana de Ribeirão Preto (RMRP).Localiza-se a uma latitude 21º01  '21" Sul e a uma longitude 48º02'14" Oeste, estando a uma altitude de 515 metros. Conforme o censo do IBGE de 2022, sua população é de 37.607 habitantes. Situa-se a 15 km de Sertãozinho e a 37 km de Ribeirão Preto, as duas maiores cidades da região. O município é formado pela sede, pelo distrito de Cândia e pela Vila Walter Becker.

## História
21 de maio de 1817 - É concedida uma Sesmaria para Manoel Teotônio Rodrigues de Carvalho, na barra dos rios Pardo e Mogi-Guaçu com 5.400 alqueires. Mais tarde seria denominada Fazenda de Pontal, com sua área reduzida para 3.564 alqueires devido a perda de terras para outras posses.
1.820 - Mais ou menos nessa época, Pedro Martins de Castro conhecido como Pedro Siriema tomou posse do território hoje ocupado pelo Distrito de Cândia, fundando a Fazenda Floresta Escura com 4.511 alqueires.
1.827 - João Manoel de Pontes e diversos companheiros, por posse, funda a Fazenda Sertãozinho do Mato Dentro com 13.761 alqueires, dos quais cerca de um terço abrangendo terras Pontalenses.
1.840 - Antonio Maciel Pontes, filho de João Manoel Pontes, por posse funda a Fazenda das Contendas com 1.118 alqueires.
Na mesma época o mesmo Antonio Maciel em sociedade com seu cunhado João Francisco de Oliveira, funda a Fazenda Bom Sucesso ( atual Desengano Aparecida) com 1.189 alqueires.
1.885 - O vapor "Conde D" Eu inicia as viagens de Porto Ferreira até o Bico de Pontal.
1.887 - A companhia Paulista inaugura o Porto - Pontal, situado na margem direita do rio Pardo, logo abaixo da confluência do Mogi Guaçu.
1.902 - A Companhia Paulista inaugura Construção da Estação Ferroviária de Pontal em terras da Fazenda Contendas.
1.903 - Inauguração das estações do Cascalho e de Pontal, assim como as linhas de telégrafos.
1.903 - Foi extinta a navegação Fluvial a Vapor no rio Mogi - Guaçu.
1.903 - Os moradores do então bairro do Pontal pedem auxílio à Câmara Municipal de Sertãozinho para angariar dinheiro e construírem uma igrejinha.
1.904 - Sob a liderança do Português Lourenço de Barros Moura é construída a primeira capelinha de Pontal ao Martir São Lourenço.
É construída a Comissão Promotora do patrimônio de São Lourenço, com a participação de Lourenço de Barros Moura, Domingos Gomes de Carvalho e Francisco da Silva Onça com o objetivo de organizar, regularizar e dar impulso ao desenvolvimento do povoado.
1.904 - (01/02) A Câmara Municipal de Sertãozinho elevou a Estação Ferroviária de Pontal à categoria de Povoação.
1.904 - (03/08) A Comissão Promotora do Patrimônio de São Lourenço considerando que não tinha competência jurídica para regularizar as questões relativas ao Patrimônio e resolve transferir este encargo para a Câmara Municipal de Sertãozinho, com a condição de ser mantida a denominação de São Lourenço.
1.904 - (09/08) José Belarmino da Silva e Ezequiel Francisco do Nascimento, primitivos donos da área onde se encontra a Estação Ferroviária e a Igreja, vendeu 3 alqueires e uma Quarta de terras para a Câmara Municipal de Sertãozinho para regularizar a situação do povoado. Essas terras situavam - se na fazenda Contendas.
1.904 - (17/08) A Câmara Municipal de Sertãozinho cria o Distrito Municipal de Pontal e também o cargo de Fiscal para a localidade nessa mesma data a Câmara aprovou a compra dos terrenos onde se encontrava situada a povoação de Pontal.
1.907- (18/10) Pela Lei nº 01 de 1.903 é criado o Distrito de Paz de Pontal, no governo Dr. Jorge Tibiriçá, a frente do Estado de São Paulo.
1.910 - (01/06) O Bispo de Ribeirão Preto nomeia uma comissão para tratar da construção de uma nova igreja na povoação de Pontal, A comissão era construída por Joaquim Dias Neto, Cristiano Leite da Silva, Caetano Coutinho da Costa, Adelino Ferreira Dionísio, Sabino Alves da Silva, Maoel Martins de Oliveira e Izidoro Razzo.
1.911 - (26/06) A Capela de São Lourenço de Pontal pertencendo à Paróquia de Sertãozinho foi provisionada.
1.912 - (09/09) Nomeado o Padre José Chiappa para Capelão ficando assim desligada a jurisdição do Pároco de Sertãozinho.
1.929 - (15/08) Inaugurada a Estação Ferroviária de Cândia foi em homenagem ao Coronel Cândido Pereira Lima, um dos fundadores da Companhia.
A partir daí começa a surgir o atual povoado.
1.935 - (23/01) Elevação de Pontal a categoria de município.
1.935 - (25/01) Lourenço de Barros Moura, fundador de Pontal falece em Ribeirão Preto.
1.935 - (07/03) Instalado o município, tendo como seu primeiro Prefeito Sr. José Pedro Além.
1.953 - (30/12) Criado o Distrito de Paz de Cândia.
1.957 - (19/10) Distrito de Candia

### Toponímia
Pontal tem esse nome pelo encontro de dois importantes rios da região, o Rio Pardo e o Rio Mogi-Guaçu, que formam uma ponta denominada Bico de Pontal.

## Geografia
O seu território já pertenceu à cidade de Sertãozinho, sendo que Pontal já foi distrito da vizinha maior. Possui o distrito de Cândia, a 16 kms da sede, e o bairro rural de Vila Barbacena Walter Becker, a 13,6 kms da sede. Possui uma área de 356,320 km².
Pontal possui fronteiras com outros cinco municípios: Jardinópolis ao leste, Sertãozinho ao sul, Pitangueiras a oeste e Sales de Oliveira e Morro Agudo ao norte.

## Demografia
Dados do Censo - 2010
População total: 40.245
- Urbana: 39.492
- Rural: 752
- Homens: 21.175
- Mulheres: 19.069

Densidade demográfica (hab./km²): 112,94
Mortalidade infantil até 1 ano (por mil): 15,16
Expectativa de vida (anos): 71,60
Taxa de fecundidade (filhos por mulher): 2,87
Taxa de alfabetização: 82,65%
Índice de Desenvolvimento Humano (IDH-M): 0,725
- IDH-M Renda: 0,718
- IDH-M Longevidade: 0,838
- IDH-M Educação: 0,633

(Fonte: PNUD2010)

### Etnias
| Cor/Raça | Percentagem |
| -------- | ----------- |
| Parda    | 49,1%       |
| Branca   | 45,2%       |
| Negra    | 5,1%        |
| Amarela  | 0,5%        |
| Indígena | 0,1%        |

### Origem da População
| Pop. p/ lugar de nasc. | Percentagem |
| ---------------------- | ----------- |
| Região Sudeste         | 81%         |
| Região Nordeste        | 17%         |
| Outras regiões         | 2%          |

### População com deficiência
| Deficiência                 | Percentagem |
| --------------------------- | ----------- |
| Visual leve                 | 10%         |
| Visual média/grave          | 1%          |
| Auditiva leve               | 1%          |
| Auditiva média/grave        | < 1%        |
| Motora leve                 | 1%          |
| Motora média/grave          | 1%          |
| Mental/Intelectual          | 1%          |
| Nenhuma destas dificuldades | 84%         |

Fonte: Censo 2010

## Infraestrutura

### Comunicações
O sistema de telefones automáticos foi inaugurado na cidade em 1978 pela Telecomunicações de São Paulo (TELESP), que também implantou o sistema de discagem direta à distância (DDD) em 1979 com o código de área (0166). Anteriormente a cidade era atendida pela Companhia Telefônica Brasileira (CTB).
Em 1980 o código DDD da cidade foi alterado para (016), para padronização com o sistema telefônico das regiões de Ribeirão Preto e Franca.

## Administração
- Prefeito:  José Carlos Neves Silva (2021/2024)
- Vice-prefeito: João Henrique
- Presidente da Câmara: Danna Cillizara Basso Pereira (2021)
- Vice-presidente da Câmara:

## Economia
A sua economia é baseada, principalmente, na cana de açúcar. Hoje o município conta com três usinas: a Usina Carolo, a Usina Bela Vista e a Usina Bazan. Possui também empresas metalúrgicas, HG Guindastes Industriais, TJA, Paschoal Ortolan S.A e conta também com empresas de tecnologia como a Lidertech Tecnologia e Marketing Digital e também de química Biocana e Bioclaro.

## Religião
| Religião         | Percentagem |
| ---------------- | ----------- |
| Católica         | 62,5%       |
| Evangélica       | 20%         |
| Outras Religiões | 7,5%        |
| Sem Religião     | 10%         |

O Cristianismo se faz presente na cidade da seguinte forma:

### Igreja Católica
- A igreja faz parte da Arquidiocese de Ribeirão Preto.[12]

### Igrejas Evangélicas
- Assembleia de Deus Ministério do Belém.[13][14]
- Congregação Cristã no Brasil.[15]